# Ligne de masse
La ligne de masse est une méthode élaborée par Mao Zedong visant à dépasser la contradiction entre l’autonomie idéologique du parti et la nécessité d’un lien étroit avec les masses. 

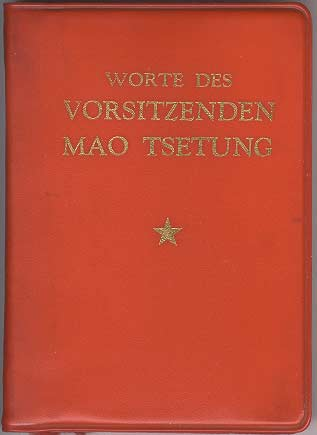
Le « petit livre » de Mao, version allemande.

Selon la théorie maoïste, cette contradiction entre l’autonomie idéologique du parti et la nécessité d’un lien étroit avec les masses contraint le parti communiste à lutter contre deux types de déviations : l’aventurisme et le suivisme. 
Ceux qui se focaliseraient trop sur l’idéologie du parti et en oublieraient les aspirations immédiates des masses, se couperaient des masses et dévieraient vers de l’aventurisme.
Ceux qui se contenteraient d’emboîter le pas aux masses sans développer une pensée autonome se contenteraient de reproduire l’état moyen des masses et dévieraient alors vers le suivisme.
Pour dépasser cette contradiction Mao Zédong met donc en avant la nécessité d’appliquer une ligne de masse. La ligne de masse consiste à recueillir les idées et éléments de connaissances, souvent confus et non systématisés, répandus dans les masses pour les étudier, les concentrer et en tirer des idées généralisées et systématisées qu’il faudra ensuite retransmettre et expliquer aux masses pour qu’elles les assimilent, se les approprient et les traduisent en action. Ce processus est à répéter plusieurs fois pour obtenir des idées toujours plus justes et faire progresser le processus révolutionnaire.

## La Ligne de masse dansLe petit livre rouge
« Dans toute activité pratique de notre Parti, une direction juste doit se fonder sur le principe suivant : partir des masses pour retourner aux masses.
Cela signifie qu'il faut recueillir les idées des masses (qui sont dispersées, non systématiques), les concentrer (en idées généralisées et systématisées, après étude), puis aller de nouveau dans les masses pour les diffuser et les expliquer, faire en sorte que les masses les assimilent, y adhèrent fermement et les traduisent en action, et vérifier dans l'action même des masses la justesse de ces idées.
Puis, il faut encore une fois concentrer les idées des masses et leurs retransmettre pour qu'elles soient mises résolument en pratique. Et le même processus se poursuivra indéfiniment, ces idées devenant toujours plus justes, plus vivantes et plus riches. »
«À propos des méthodes de direction» (1er juin 1943), Œuvres choisies de Mao Tsétoung, tome III.